# Аничин, Алексей Васильевич
Алексей Васильевич Аничин (1 декабря 1949, Севастополь) — заместитель министра внутренних дел Российской Федерации — начальник Следственного комитета при МВД России (до 11 июня 2011), генерал-лейтенант юстиции, фигурант «списка Магнитского».

## Биография
В 1975 году окончил юридический факультет Ленинградского государственного университета, где учился на одном курсе с Владимиром Путиным. Работал в военной прокуратуре.
С 2001 года работал в Генеральной прокуратуре Российской Федерации. С апреля 2006 года является начальником Следственного комитета при МВД России. 11 января 2009 года был назначен заместителем Министра внутренних дел РФ
Награждён орденом Почёта, имеет ведомственные награды.
В 2010 году оказался в центре политического скандала. США запретили въезд Аничина на свою территорию в связи с обвинениями в организации преследования и доведения до смерти погибшего юриста Сергея Магнитского.
«Несёт ответственность за сокрытие показаний Сергея Магнитского о роли сотрудников МВД в хищении 5,4 миллиардов рублей бюджетных средств и организацию репрессий против Магнитского по сфабрикованному обвинению.
Инициировал репрессивное уголовное дело против 37-летнего антикоррупционного адвоката Сергея Магнитского на сфабрикованных основаниях. Отклонял все юридические ходатайства, которые получал от Магнитского во время 12 месяцев его ареста. Ходатайства Магнитского были отклонены, чтобы выгородить чиновников Министерства Внутренних Дел и чтобы против них не было возбуждено следствие. Против этих чиновников Магнитский свидетельствовал и изобличил их в мошенничестве на $230 миллионов и конфискации компаний его клиента.»
11 июня 2011 г. Президент РФ подписал Указ об освобождении Аничина от должности заместителя Министра внутренних дел Российской Федерации — начальника Следственного комитета при Министерстве внутренних дел Российской Федерации.